# Presa (arrampicata)

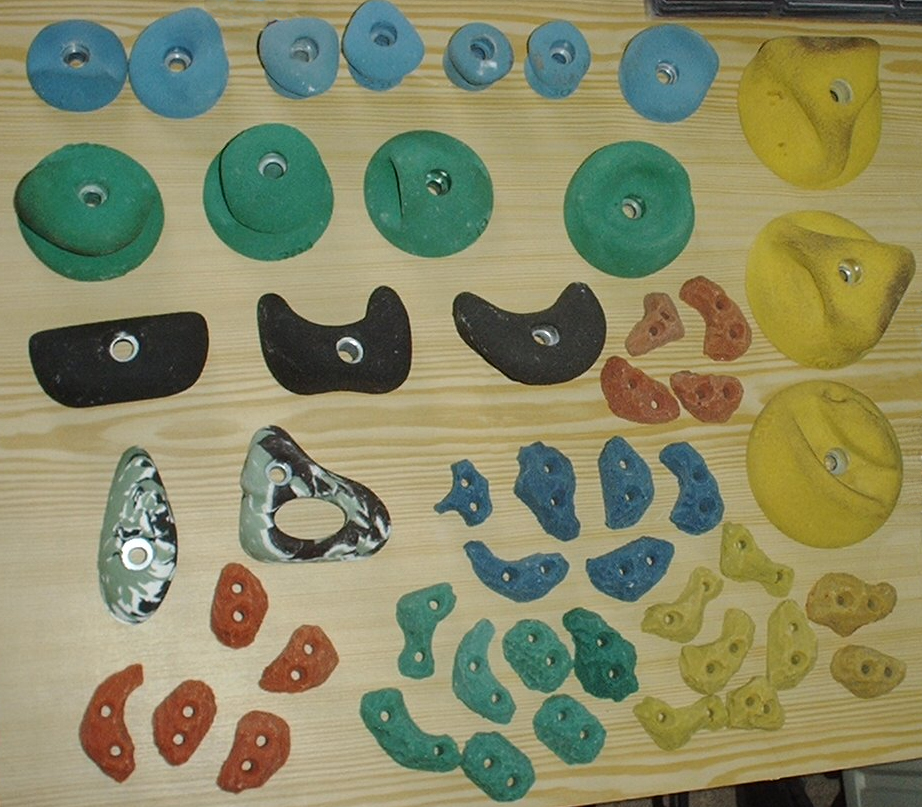
Varie prese artificiali da arrampicata

Una presa è un artefatto in resina o altro materiale (sintetico o naturale) che, montato su un pannello artificiale da arrampicata simula le asperità della roccia naturale che lo scalatore dovrà imparare ad utilizzare per raggiungere la cima della via che si troverà ad affrontare. Le prese sono di dimensioni più o meno grandi e poste a distanza variabile in modo da costruire tracciati artificiali di difficoltà diversa.